# Monte Solarolo
Il Monte Solarolo, una delle cime dei "Solaroli", è una delle numerose cime sulla cresta che dal Monte Valderoa porta alla cima del Monte Grappa. 
Questa divide due importanti valli del Massiccio, la Valle delle Mure che, scendendo diventa la Valle del torrente Calcino (Alano di Piave) e la Valle di Seren del Grappa, sul territorio del basso Feltrino al confine con i comuni trevigiani della pedemontana del M. Grappa.

## Storia
Combattendo per la conquista di questa cima in una lunga e sanguinosa battaglia dal 25 al 27 ottobre 1918 il battaglione Aosta del IV reggimento alpini si meritò la medaglia d'oro al valor militare.